# Samurai Resurrection
Pour plus de détails, voir Fiche technique et Distribution.
Samurai Resurrection (魔界転生, Makai tenshō) est un film japonais réalisé par Hideyuki Hirayama, sorti en 2003. Il a été adapté du roman Makai tenshō (1967) de Futaro Yamada, tout comme Samurai Reincarnation de Kinji Fukasaku et le manga de Ken Ishikawa. C'est l'histoire romancée du personnage historique Yagyū Jūbei Mitsutoshi.

## Synopsis
Amakusa Shiro, qui a été tué durant la rébellion de Shimabara, apparaît mystérieusement dans l'ère pacifique de Edo. Il a appris le sort magique interdit de résurrection, qui a le pouvoir de ramener les morts à la vie. Il a ramené avec lui tous les plus fameux samouraïs morts pour servir dans son armée. Shiro tente de renverser le gouvernement de Tokugawa Iemitsu, mais Yagyu Jubei se dresse contre lui. Jubei arrive à défaire les hommes de Shiro, avant d'avoir affaire à son propre père, Yagyu Tajimano-kami, qui est lui aussi un des soldats de Shiro...

## Fiche technique
- Titre : Samurai Resurrection
- Titre original : 魔界転生 (Makai tenshō?)
- Réalisation : Hideyuki Hirayama
- Scénario : Satoko Okudera, d'après une histoire de Futaro Yamada
- Production : Shigeyuki Endō, Shinya Egawa et Seiji Okuda
- Musique : Gorō Yasukawa
- Photographie : Katsumi Yanagishima (en)
- Montage : Akimasa Kawashima
- Pays d'origine : Japon
- Format : Couleurs - 1,85:1 - Dolby Digital - 35 mm
- Genre : Film d'action, Film fantastique
- Durée : 105 minutes
- Dates de sortie : 26 avril 2003 (Japon)

## Distribution
- Kōichi Satō : Yagyu Jubei Mitsuyoshi
- Yōsuke Kubozuka : Amakusa Shiro Tokisada
- Kumiko Aso : Clara Oshina
- Tetta Sugimoto : Tokugawa Yorinobu
- Tomoka Kurotani : Ohiro
- Kazue Fukiishi : Ohina
- Kazuya Takahashi : Date Kosaburo
- Masaya Kato : Araki Mataemon
- Kyōzō Nagatsuka : Miyamoto Musashi
- Arata Furuta : Hozoin Inshun
- Katsuo Nakamura : Yagyu Tajima-no-Kami Munenori
- Akira Emoto
- Jun Kunimura